# Amaro Cavalcanti
Amaro Cavalcanti Soares de Brito, por vezes registrado como Amaro Bezerra Cavalcanti ou Amaro Bezerra Cavalcanti de Albuquerque (Caicó, 15 de agosto de 1849 — Rio de Janeiro, 28 de janeiro de 1922), foi um jurista e político brasileiro.

## Biografia
Nasceu no sítio Logradouro, no que viria a ser o distrito (e futuro município) de Jardim de Piranhas, pertencente a Caicó, em 15 de agosto de 1849, o décimo dos treze filhos de Ana de Barros Cavalcanti e de Amaro Soares de Brito. Entre seus irmãos, destaca-se o padre João Maria Cavalcanti de Brito. Foi casado em primeiras núpcias com Henriqueta Ferreira Catão, com quem teve a filha Luzia Linhares, ex-primeira-dama do Brasil. Viúvo, casou-se pela segunda vez com Eponina de Sousa Ferreira em 30 de outubro de 1890, na Igreja de São Francisco de Paula, resultando em duas filhas: Vera e Arminda.

### Carreira
Amaro estudou com seu genitor, tendo aprendido as primeiras letras e também o latim em sua cidade natal. Em busca de melhores perspectivas, foi trabalhar como caixeiro em Itabaiana (Paraíba) e em atividades de comércio no Recife. Conseguiu instalar-se no Maranhão, concluindo seus estudos preparatórios e sendo admitido como Professor em colégios particulares.
Passou em primeiro lugar em concurso para lecionar Retórica no Maranhão. Depois de ter acompanhado seu irmão, Padre João Maria, em Fortaleza, descobriu que havia um concurso aberto para o Magistério na cidade de Baturité. Desse modo, inscrevendo-se nesse concurso para a cadeira de Latim, também obteve o primeiro lugar. 
Na época em que lecionava Latim no Ceará, passou a ganhar prestígio no meio político, contribuindo com a criação de diferentes jornais e com a publicação de vários artigos. Tempos depois, foi convidado pelo Presidente do Ceará (equivalente hoje ao cargo de Governador) Leão Veloso para integrar uma Comissão em 1881 que iria analisar e estudar a organização do ensino primário nos Estados Unidos. Durante os trabalhos da Comissão nos Estados Unidos, Amaro Cavalcanti também se matriculou na Albany Law School, em Nova Iorque, tendo sido agraciado com láurea acadêmica em seu curso. Para obter o título superior na área jurídica naquela Universidade, elaborou e defendeu a tese "É a Educação uma Obrigação Legal?" (ou, em outra tradução: "É a Educação uma Obrigação Jurídica?"), pela qual conquistou o primeiro lugar na turma.
Ao retornar dos Estados Unidos, tornou-se Professor e diretor em colégios famosos no Ceará e na Capital da República (Liceu do Ceará em Fortaleza; e o Colégio Pedro II, no Rio de Janeiro). Além disso, foi advogado, jornalista, parlamentar e diplomata.
Foi escolhido Senador Constituinte em 1890, pelo Estado do Rio Grande do Norte, exercendo essa função até 1893. No Parlamento, também esteve como Deputado Federal pelo mesmo Estado no ano de 1897. Passou a atuar em cargos jurídicos, retornando à política como Prefeito nomeado da Capital Federal em 1917.
Foi membro da Corte Permanente de Arbitragem na Haia, Consultor Jurídico do Ministério das Relações Exteriores do Brasil, e um dos autores da Constituição brasileira de 1891 (na condição de Senador Constituinte). Foi ministro do Supremo Tribunal Federal a partir de 11 de maio de 1906, aposentando-se em 31 de dezembro de 1914. Em 12 de janeiro de 1917, foi nomeado prefeito do então Distrito Federal, de 15 de janeiro de 1917 a 15 de novembro de 1918, data em que foi nomeado ministro de estado da Fazenda pelo então presidente Delfim Moreira. Foi sepultado no cemitério São João Batista, no Rio de Janeiro.

### Relevância no Direito brasileiro
Segundo o jurista Arnaldo Godoy, Professor de Direito na USP e ex-Consultor Geral da União:
Como consultor no Itamaraty, Amara Cavalcanti elaborou pareceres sobre questões relevantes na construção da política externa republicana. Opinou sobre pretensão de cidadãos franceses serem ressarcidos de prejuízos e danos ocorridos na Revolução Federalista do Rio Grande do Sul, em 1893 e 1894. Invocou doutrina internacional, especialmente a do Conselho de Estado da França, sustentando que os atos de guerra não geram para os Estados o dever de indenizar. Além do que, na hipótese de responsabilização federal, haveria necessidade de comprovação de responsabilidade, por intermédio de competente ação judiciária.
Quando ministro do Supremo Tribunal Federal, Cavalcanti polemizou com Ruy Barbosa a respeito de impostos interestaduais. [...] Quando ministro do STF, ao lado de Alberto Torres, deferiu Habeas Corpus em favor de D. Luís, filho da Princesa Isabel. [...] Amaro Cavalcanti construiu uma primeira exposição sistemática do direito tributário brasileiro. 
Além disso, é praticamente unânime o reconhecimento do caráter vanguardista acerca da Responsabilidade Civil do Estado, publicação centenária que conta com milhares de acesso no Domínio Público. Nesse sentido, obras recentes tendem a resgatar o legado de Amaro Cavalcanti.

## Atividades profissionais liberais
- Advogado em Caicó.[11]

## Cargos públicos
- Inspetor Geral de Instrução Pública.[11]
- Presidente da Companhia de Navegação do Rio das Velhas.[11]
- Ministro do Supremo Tribunal Federal (1906 - 1914), aposentando-se.[11]
- Ministro plenipotenciário no Paraguai.[11][12]
- Juiz do Tribunal Arbitral de Haia como Delegado do Brasil (1917).[12]

## Atividades políticas
- Senador pelo Rio Grande do Norte (1890 - 1891).[11]
- Vice-governador do Rio Grande do Norte.[11][12]
- Deputado Federal (1897).
- Ministro da Justiça, no Governo Prudente de Morais.[9]
- Prefeito do Distrito Federal (1917-1918), nomeado pelo presidente Venceslau Brás .
- Ministro da Fazenda no governo Delfim Moreira, em 1918-1919.[13][14]

## Outras atividades
- Foi fundador e primeiro presidente da Sociedade de Direito Internacional.[12]

## Obras publicadas[15]
- Finances du Brésil. Paris, 1889[12]
- Resenha financeira do ex-Império do Brasil em 1889. Rio de Janeiro: Imprensa Nacional, 1890[12]
- Política e finanças. Rio de Janeiro: Imprensa Nacional, 1892
- O meio circulante nacional. Rio de Janeiro: Imprensa Nacional, 1893
- A situação política ou a intervenção do governo federal nos estados da União. Rio de Janeiro, 1896[11]
- Regime Federalista e a República Brasileira, 1900.
- Breve Relatório sobre Direito das Obrigações, 1901.
- Tributação Constitucional, 1903.
- Tributação Internacional, 1904.
- Responsabilidade Civil do Estado, 1905.
- Revisão das sentenças dos tribunaes estadoaes pela Suprema Corte dos Estados Unidos, 1910.
- The Federal Judiciary In Brazil And United States Of America. 1911[11]
- La Codification Du Droit Internacional American. 1914 [11]
- A sociedade das nações. Rio de Janeiro, Imprensa Nacional, 1920 [11]
- A renovação do Direito Internacional, 1921.

## Honrarias
- Sócio benemérito do Instituto Histórico e Geográfico Brasileiro;[11]
- Sócio honorário do Instituto Histórico do Rio Grande do Norte;[11]

A Academia Norte-Riograndense de Letras tomou-o como patrono da cadeira 12.

## Homenagens
É o patrono da cadeira nove da Academia Norte-Rio-Grandense de Letras. Seu nome batiza, atualmente:
- uma escola estadual no Largo do Machado, no bairro do Catete, na cidade do Rio de Janeiro;[16]
- uma avenida que liga os bairros do Méier e do Encantado, na mesma cidade;[17]
- o Centro Acadêmico do Curso de Direito (CAAC) da Universidade Federal do Rio Grande do Norte;[18]
- uma escola estadual em sua cidade natal, Jardim de Piranhas;
- uma rua no bairro paulistano da Vila Matilde;
- o Fórum Municipal de Caicó-RN;
- uma rua no Centro da cidade de Caicó-RN.
- uma escola estadual na cidade de São Tomé-RN
- uma rua no bairro da Vila Matilde localizado na zona leste na cidade de São Paulo- SP